# Dżisz
Dżisz (hebr. ג'ש; arab. الجش, al-Ghisch; ang. Jish, lub także stosowana Gush Halav) – samorząd lokalny położony w Dystrykcie Północnym, w Izraelu.

## Położenie
Miasteczko jest położone w wąskiej dolinie wciętej pomiędzy góry w Górnej Galilei, w odległości około 5 kilometrów na południe od granicy z Libanem. Jest położone w pobliżu północnych stoków masywu góry Meron. Na południowy wschód od miasteczka znajduje się zbiornik retencyjny Dalton, który przechwytuje wodę z lokalnych źródeł i opadów zimowych. Woda jest wykorzystywana do celów rolniczych. Na wschód od miasteczka znajduje się pas startowy służący Siłom Powietrznym Izraela jako baza bezzałogowych aparatów latających. W jego otoczeniu znajduje się kibuce Ciwon i Baram, moszawy Kefar Choszen, Dowew, Kerem Ben Zimra i Dalton, wioska komunalna Or ha-Ganuz, oraz arabska wioska Kaddita.

## Demografia
Zgodnie z danymi Izraelskiego Centrum Danych Statystycznych w 2006 w osadzie żyło 2,7 tys. mieszkańców, w 63,9% Arabowie chrześcijanie i 35,9% Arabowie muzułmanie.
Populacja osady pod względem wieku (dane z 2006):
| Wiek (w latach) | Procent populacji w % |
| --------------- | --------------------- |
| 0-4             | 10,1%                 |
| 5-9             | 9,8%                  |
| 10-14           | 10,0%                 |
| 15-19           | 7,7%                  |
| 20-29           | 15,4%                 |
| 30-44           | 22,6%                 |
| 45-59           | 11,6%                 |
| ponad 60        | 12,6%                 |

Źródło danych: Central Bureau of Statistics.

## Historia
Współczesna miejscowość istnieje w miejscu starożytnego miasta żydowskiego Gusz Chalav (hebr. גוש-חלב), o którym wspomina Talmud i Miszna. Pod nazwą Giscala była jedną z ostatnich żydowskich twierdz broniących się w Galilei podczas wojny żydowsko-rzymskiej w I wieku. We wschodniej części miasta zachowały się ruiny dwóch starożytnych synagog.
W XVI wieku osiedlili się tutaj Druzowie, a w XVIII wieku zaczęli osiedlać się muzułmanie, maronici i grekokatolicy. W 1837 trzęsienie ziemi zniszczyło wioskę, zabijając ponad 200 osób.
Przyjęta 29 listopada 1947 roku Rezolucja Zgromadzenia Ogólnego ONZ nr 181 przyznała rejon wioski Dżisz państwu arabskiemu w Palestynie. Jednakże Arabowie odrzucili tę rezolucję i doprowadzili do wybuchu wojny domowej w Mandacie Palestyny. Jej kontynuacją była I wojna izraelsko-arabska, podczas której w Jish stacjonowały siły Arabskiej Armii Wyzwoleńczej. Pod koniec października 1948 roku Izraelczycy przeprowadzili operację „Hiram” w trakcie której w bitwie na południe od Jish rozbili syryjski batalion piechoty (zginęło około 200 Syryjczyków). Wioski Dżisz broniły siły lokalnej milicji wspieranej przez arabskich ochotników z Maroka. Po ciężkiej walce Izraelczycy 29 października opanowali wioskę. W niejasnych okolicznościach po bitwie zastrzelono 10 jeńców wojennych oraz pewną liczbę mieszkańców wioski. Raport izraelskich żołnierzy mówi o śmierci podczas walk o wioskę nawet „150-200 Arabów, w tym wielu cywilów”. Część mieszkańców uciekła wówczas na północ do Libanu. Po wojnie w Dżisz zamieszkali arabscy uchodźcy ze zniszczonych wiosek w Galilei. W 1963 roku Dżisz otrzymała status samorządu lokalnego. Podczas II wojny libańskiej na miejscowość spadły rakiety wystrzelone przez organizację terrorystyczną Hezbollah z terytorium Libanu.

## Edukacja
W miejscowości znajduje się szkoła podstawowa, w której uczy się około 600 uczniów. Średnia uczniów w klasie wynosi 26 (dane z 2008).

## Gospodarka
Według danych Izraelskiego Centrum Danych Statystycznych średnie wynagrodzenie pracowników mieszkających w Dżisz wyniosło w 2007 roku 5280 NIS (średnia w kraju 6743 NIS).

## Komunikacja
Przez miejscowość przechodzi droga nr 89, którą jadąc na zachód dojeżdża się do kibucu Ciwon i dalej do skrzyżowania z drogą nr 899, lub jadąc na południe dojeżdża się do moszawu Kefar Choszen. Lokalną drogą prowadzącą na wschód dojeżdża się do skrzyżowania z drogą nr 886 i moszawu Dalton.